# Utekáč
Utekáč (in ungherese Újantalvölgy) è un comune della Slovacchia facente parte del distretto di Poltár, nella regione di Banská Bystrica.